# Bernard Van De Kerckhove
Bernard Van De Kerckhove (Mouscron, 8 de julho de 1941 – 15 de setembro de 2015) foi um corredor belga profissional de bicicleta de estrada desde 1962 a 1971. O ponto culminante da sua carreira foi ganhar uma etapa do Tour de France de 1964 e outra em 1965, além de levar o maillot amarelo durante dois e três etapas, respectivamente.
Van De Kerckhove foi operado em dezembro de 2014, mas manteve suas complicações da cirurgia até que finalmente faleceu na noite da terça-feira 15 de setembro de 2015.

## Palmarés
1962
- Roeselare

1963
- Houthulst
- Omloop der Zennevalei
- Koksijde

1964
- Assebroek
- 1 etapa do Tour de France
- Roeselare
- Wingene
- 1 etapa na Paris-Nice

1965
- Adinkerke
- Meerbeke
- Circulação das Ardenas flamencas
- 1 etapa do Tour de France
- Merelbeke

1966
- Adinkerke
- Stadsprijs Geraardsbergen

1967
- Adinkerke

1968
- Westouter
- Zingem

1969
- Koksijde